# Pygospila hyalotypa
Pygospila hyalotypa is een vlinder uit de familie van de grasmotten (Crambidae), uit de onderfamilie van de Spilomelinae. De wetenschappelijke naam van deze soort is voor het eerst voorgesteld door de Australische dokter en amateur-entomoloog Alfred Jefferis Turner (1861–1947) in een publicatie uit 1908. Het type werd aangetroffen in Kuranda en in de buurt van Cairns in het noorden van Queensland in Australië. Het epitheton hyalotypa betekent "met transparante markering".
De soort komt voor in Papoea-Nieuw-Guinea en Australië (Queensland).